# محمود المشاقي
محمود المشاقي هو لاعب كرة قدم مصري سابق، لعب لنادي غزل المحلة. فاز محمود مع المحلة بلقب هدّاف الدوري المصري الممتاز في موسمي 1982–83 و1988–89 بعد إحرازه لـ9 أهداف و11 هدفًا على الترتيب.